# Velîki Pidliskî, Kameanka-Buzka
Velîki Pidliskî (în ucraineană Великі Підліски) este un sat în comuna Didîliv din raionul Kameanka-Buzka, regiunea Liov, Ucraina.

## Demografie
Componența lingvistică a localității Velîki Pidliskî
     Ucraineană (99,61%)
     Alte limbi (0,39%)
Conform recensământului din 2001, majoritatea populației localității Velîki Pidliskî era vorbitoare de ucraineană (99,61%), existând în minoritate și vorbitori de alte limbi.